# Swiss Open Gstaad 2024
Swiss Open Gstaad 2024 — тенісний турнір, що проходив на ґрунтових кортах у місті Гштаад, Швейцарія з 15 до 21 липня. Належав до категорії ATP 250.

## Фінальна частина

### Одиночний розряд
Маттео Берреттіні —  Квентен Аліс 6–3, 6–1

### Парний розряд
Юкі Бгамбрі /  Альбано Оліветті —  Юго Енбер /  Фабріс Мартен 3–6, 6–3, [10–6]